# John O. Miner
Pour les articles homonymes, voir Miner.
John Odgers Miner (22 juin 1910 - 21 avril 1999) est un contre-amiral (rear admiral) de la marine américaine (US Navy), décoré de la Silver Star.

## Biographie
Miner est né le 22 juin 1910 à Cedar Rapids, dans l'Iowa.

### Carrière
Miner est diplômé de l'Académie navale des États-Unis en 1931. Après avoir obtenu son diplôme, il est affecté sur le cuirassé USS Maryland (BB-46). Plus tard, il est affecté à le cuirassé USS Utah (BB-31), sur le croiseur USS Minneapolis (CA-36) et sur le destroyer USS Cushing (DD-376), avant de devenir commandant en second (Executive Officer) du destroyer USS Meade (DD-602) pendant la Seconde Guerre mondiale.
Plus tard dans la guerre, Miner est devenu le premier commandant du destroyer USS Tingey (DD-539). Alors qu'il commandait le Tingey, il a reçu la Silver Star pour son service pendant une période qui comprenait la participation à la bataille de la mer des Philippines et à la bataille du golfe de Leyte. Il a également reçu une Lettre de recommandation Letter of Commendation pendant son commandement.
Après la guerre, il a été commandant du cuirassé USS Wisconsin (BB-64) et attaché naval des États-Unis à Rome, en Italie.
Parmi les autres récompenses qu'il a reçues, citons :
- - Silver Star
- - Légion du mérite
- - Navy Commendation Medal
- - American Defense Service Medal avec étoile de récompense
- - American Campaign Medal
- - Asiatic-Pacific Campaign Medal avec cinq étoiles d'engagement
- - World War II Victory Medal
- - China Service Medal
- -  Navy Occupation Service Medal
- -   National Defense Service Medal
- - United Nations Korea Medal
- - Philippine Liberation Medal
- - Ordre du Mérite de la République italienne.

### Décès
John Odgers Miner est décédé le 21 avril 1999.

## Source
- (en) Cet article est partiellement ou en totalité issu de l’article de Wikipédia en anglais intitulé « John O. Miner » (voir la liste des auteurs).